# 木南晴夏
木南晴夏（日语：／ Kinami Haruka，1985年8月9日—），日本女演员，大阪府丰中市人。经纪公司是Horipro事务所。

## 简介
木南晴夏生于大阪府丰中市。小时候流连于寶塚歌剧团的舞台，与姐姐一起扮演“凡尔赛玫瑰”（ベルサイユのばら）的角色，从那时起树立了当女优的梦想。高中时曾被选为2001年“夏の高校野球PR女子高生” 。原先就读寶塚北高中，演艺活动开始后转学到东京。2001年，木南晴夏在horipro事务所举办的第一届horipro新星选秀-21世纪的リカ酱就是你！（第1回ホリプロNEW STAR AUDITION〜21世纪のリカちゃんはあなた!!〜”）中获得最高奖。2002年，在综艺节目“矢部浩之のオファーしちゃいました”中有向矢部浩之推销广告的经历。2002年，在“テレ朝エンジェルアイ2002”中被编入女子团体。2002-2003年，与酒井彩名・あびる优组建女子团体licca。2004-2005年，在翻拍剧《不幸の法则》中扮演幸子，荧幕形象开始为大家熟知。2008年从国学院大学文学系毕业。2009年在电影《20世纪少年》中扮演小泉响子，得到导演与原作者“几乎一模一样”的评价。2013年在电影《百年之时计》中饰演主角神高凉香。这是木南晴夏第一个长篇电影主演作品。

### 愛好
在学期间，她曾学习古典芭蕾、声乐及日本舞，并至今仍保持这些技能。此外，她还擅长舞蹈和艺术体操。她的兴趣爱好广泛，尤其热衷于与食物相关的活动，如制作点心和面包。她曾深入研究面包制作，并获得了“面包检定”三级证书。她对家庭菜园的管理也十分投入，因此获得了“初级农艺大师”（junior farm maestro）的称号。其他爱好包括电影、戏剧欣赏和阅读。她的韩语和英语水平达到日常会话程度。

## 演出作品

### 电影
- 《ZOO 「SEVEN ROOMS」》（2005年3月19日、东映影像）
- 《ランディーズ》（2009年11月14日、United Entertainment） - 星野美红 役
- 《20世纪少年》（东宝） - 小泉响子 役 
  - 《第2章：最后的希望》（2009年1月31日）
  - 《最终章：我们的旗帜》（2009年8月29日）
- 《跃舞之夏》（2010年9月11日、东映） - 野上香织 役
- 《谢谢大阪》（2011年3月18日、吉本音乐） - 飾演 西村小春[3]
- 《犬饲先生养狗记》（2011年6月25日、AMG娛樂） - 鸟饲カエデ 役
- 《グラッフリーター刀牙》（2012年7月14日、太秦） - 佳乃 役
- 《トリハダ-剧场版》（2012年9月13日、THE KLOCKWORX） - 室井由美子 役
- 《最后的武士》（2012年11月17日、Phantom Film） - 小林昭子 役
- 《八个拔河女》（2012年11月23日、东宝）
- 《变态假面》（2013年4月13日、T-JOY）
- 《百年之时计》（2013年5月25日、ブルー・カウボーイズ） - 主演・神高凉香
- 《黑金丑島君2》（2014年5月16日、東宝映像事業部 / SDP） - 飾演 愛澤明美
- 《秘密 THE TOP SECRET》（2016年8月6日、松竹） - 飾演 天地奈奈子
- 《Good Morning Show》（2016年10月8日、東宝） - 飾演 新垣英莉[4]
- 《妈妈，晚餐吃什么？》（2017年2月11日、Is.Field） - 主演 一青妙
- 《阿基米德大戰》（2019年7月26日、東宝）[5]
- 《日間演奏會散場時》（2019年11月1日、东宝） - 中村奏 役
- 《大人的事情》（2021年1月8日、索尼影视娱乐日本） - 向井杏 役
- 《地下忍者》（2025年1月24日、東寶）- 川戶愛 役

### 电视剧
- 到樱花盛开时（2004年1月26日 - 3月26日，MBS） - 飾演 浅井里香
- 土曜ワイド剧场 変装捜査官 麻生ゆき（2004年7月31日 / 2005年5月14日 / 2007年8月25日，朝日電視台） - 飾演 麻生理沙
- 新 科捜研の女 第6季 第7话（2005年8月25日，朝日電視台） - 飾演 神无月（舞妓）
- 晨间小说连续剧（NHK） 
  - 风のハルカ（2005年10月3日 - 2006年4月1日） - 飾演 山中（花田）万里子
  - 幸福鐵板燒（2010年9月28日 - 2011年4月2日） - 飾演 田中千春（照片 / 回想）
  - 阿政（2015年3月16日 - 3月28日） - 飾演 龜山艾瑪（25～37歲）
- 连锁怪谈 エピソード1 「百物语」（2005年10月5日，京都放送 / 神奈川電視台 / 崎玉電視台 / 三重電視台） - 飾演 美沙希（ミサキ） 役
- 贞操问答（2005年10月17日 - 12月16日，TBS） - 飾演 南条美和子（ベビーエロ） 役
- 剧団演技者。 「男の梦」（2006年1月11日 - 2月8日，富士電視台） - 飾演 武田 役
- 秋葉原@DEEP 第4话（2006年7月10日，TBS） - 飾演 カイラ（自虐少女队）
- ダンドリ。〜Dance☆Drill〜（2006年7月11日 - 9月19日，富士電視台） - 飾演 渡辺かしこ
- スイッチを押すとき（2006年7月20日 - 8月21日，MBS） - 飾演 高宫真沙美
- ダンドリ娘 第8话（2006年8月9日，富士電視台） - 飾演 渡辺かしこ
- きらきら研修医（2007年1月11日 - 3月22日，TBS） - 飾演 西平丽香
- 恋话 〜ハナの恋物语〜（2007年2月5日 - 9日，朝日電視台） - 飾演 ミカコ
- 翼の折れた天使たち 第2夜 「サクラ」（2007年2月27日，富士電視台） - 飾演 斉藤遙的朋友
- セクシーボイスアンドロボ 第5话（2007年5月8日，日本電視台） - 飾演 マナミ
- 特急田中3号 第7话（2007年5月25日，TBS） - 飾演 芳惠
- 女子アナ一直线!（2007年7月2日 - 9月24日，东京電視台） - 飾演 西田菜摘
- 侦探学园Q 第7集（2007年8月14日，日本電視台） - 飾演 西澤真希
- 爱の迷宫（2007年10月1日 - 12月28日，東海電視台） - 飾演 熊澤香織
- 浅草ふくまる旅馆 第2季（2007年10月8日 - 12月17日，TBS） - 飾演 森川靜香
- トリハダ4〜夜ふかしのあなたにゾクッとする话を 第5话 「いつか尽きる求爱のカタチ」（2008年10月9日，富士電視台）
- 守財奴（2009年1月17日 - 3月14日，日本電視台） - 飾演 三国茜
- RESET 第3话（2009年1月29日，讀賣電視台） - 飾演 佐倉美穗
- 本格科学冒険映画 20世纪少年〜もう一つの第2章〜（2009年8月28日，日本電視台） - 飾演 小泉响子
- 代書萬萬歲！！ 第3・8 - 9话（2010年1月31日・3月7日 - 14日，TBS） - 飾演 冈本桂
- 空中急診英雄 2nd season 第4话（2010年2月1日，富士電視台） - 飾演 木岛由纪菜
- 无法坦诚相对（2010年4月15日 - 6月24日，富士電視台） - 飾演 朴明夏
- GM〜踊れドクター 第7话（2010年8月29日，TBS） - 飾演 远藤彩夏
- 10年先も君に恋して（2010年8月31日 - 10月5日，NHK） - 飾演 蜂谷亞美
- モリのアサガオ 新人刑务官と或る死刑囚「绊」の物语（2010年10月18日 - 12月20日，東京電視台） - 飾演 望月加奈
- 犬饲さんちの犬（2011年1月14日 - 4月8日，东名阪ネット6） - 飾演 鸟饲カエデ
- CO 移植コーディネーター（2011年3月20日 - 4月17日，WOWOW） - 飾演 绀野智惠
- BOSS 第2季 第5集、第7至第10集（2011年5月19日・6月2日 - 23日，富士电视台）- 饰演 藤森枫
- 故郷 〜娘の旅立ち〜（2011年7月5日，富士電視台） - 飾演 早苗 [6]
- 勇者義彥和魔王之城（2011年7月8日 - 9月23日，东京电视台）- 饰演 阿紫
- 勇者義彥和惡靈之鑰（2012年10月12日 - 12月21日）
- 推理要在晚餐后 第1集（2011年10月18日，富士电视台）- 饰演 吉本瞳
- 家族八景 （2012年1月24日 - 3月27日，MBS） - 主演・火田七瀬
- 王牌大律師 第7话（2012年5月29日，富士電視台） - 飾演 黛千春
- たぶらかし-代行女优业・マキ- 第12话（2012年6月21日，讀賣電視台） - 飾演 畑中友子
- 特别国税征收官（2012年7月4日 - 9月19日，日本電視台） - 飾演 南部千纱
- 真實的恐怖故事 夏之特別篇2012 「黑色病房」（2012年8月18日，富士電視台） - 飾演 须藤惠美
- TOKYO机场～东京机场管制保安部～ 第4话（2012年11月4日，富士電視台） - 飾演 矢吹典子
- 実験刑事トトリ 第3话（2012年11月17日，NHK） - 飾演 白川爱子
- イロドリヒムラ 第9话（2012年12月10日，TBS） - 飾演 お菊 / 森田
- リアル脱出ゲームTV（TBS） - 飾演 香山
- 合宿的戀人（2013年1月16日 - 3月13日，日本電視台） - 飾演 望月メグ
- たべものがたり 彼女のこんだて帖 第1话（2013年2月10日，NHK BS Premium） - 飾演 榎本景
- 泣いたらアカンで通天阁（2013年3月25日 - 27日，讀賣電視台） - 主演・三好千子[7]
- 黒い十人の黒木瞳III 「黒い返しの女」（2013年6月30日，NHK BS Premium） - 飾演 名波
- 來自星星的他（2013年7月9日 - 9月10日，關西電視台）- 飾演 羽生ミチル
- パンとスープとネコ日和 第1话（2013年7月21日，WOWOW） - 飾演 キクチ
- 我的部下50歲（2014年4月10日 - 24日，NHK教育） - 主演・岩井ハナ
- 晝顏～平日午後3點的戀人們～ (2014年7月17日－2014年9月25日，富士電視台）- 飾演 長谷川美鈴
- 最後的餐廳（2016年4月26日—2016年6月14日，NHK-BS頻道）- 飾演 前田當
- 勇者義彥和被引導的七人（2016年10月7日 - 12月24日，東京電視台）- 飾演 阿紫
- 不過是先出生的我（2017年10月14日 - 12月16日，日本電視台）- 飾演 市村薰
- 花過天晴～花樣男子 Next Season～（2018年4月17日 － 2018年6月26日，TBS）- 飾演 紺野亞里沙
- 神探夏洛克小姐 第3集（2018年5月11日 － 2018年5月25日，HBO ASIA）- 飾演 椎名由麻
- 大戀愛～和忘記我的你（2018年10月12日－2018年12月，TBS）- 飾演 水野明美
- 特摄GAGAGA（2019年1月18日 - 2019年3月1日，NHK）- 饰演 北代优子
- 蝉男（2019年7月26日 - 9月13日，朝日电视台）- 饰演 大川由香
- 惡魔的手毬歌～金田一耕助、再度出現～（2019年12月21日，富士電視台） - 飾演 阿幹[8]
- 夏洛克 特別篇（2019年12月23日，富士電視台） - 飾演 門司かれん[9]
- 戀愛漫畫家（2021年4月8日 - 6月17日，富士電視台）- 飾演 金條可憐
- 研修醫別哭（2021年4月24日 - 6月26日，朝日電視台） - 飾演 佐藤玲[10]
- Hey Handsome!!（2022年1月8日 - 2月26日，東海電視台 / 富士電視台） - 飾演 伊藤由香[11]
- 成為你的花（2022年10月18日 - 12月20日，TBS）- 飾演 仲町優里[12]
- 重啟人生（2023年1月8日 - 3月12日，日本電視台）- 飾演 米川美穗[13]
- SEXY田中小姐（2023年10月22日 - 12月24日，日本電視台） - 主演・田中京子
- Hey Handsome!! 第2季（2024年4月6日 - 5月25日，東海電視台 / 富士電視台） - 飾演 伊藤由香
- 9Border（2024年4月19日 - 6月21日，TBS）- 飾演 成澤六月[14]
- BILLION×SCHOOL（2024年7月5日 - 9月13日，富士電視台）- 飾演 芹澤一花
- 小鎮星熱點 第3集 - （2025年1月26日 - ，日本電視台）- 飾演 岡田綾乃

### 综艺
- ちゃ×2イケてるッ! 矢部オファーシリーズ ホリプロ编（2002年1月2日、フジテレビ）
- 不幸の法则 再现VTR（2004年10月6日 - 2005年3月30日、日本テレビ） - 幸子 役
- さんま&SMAP!美女と野獣のクリスマススペシャル 再现VTR（2005年12月25日、日本テレビ） - モデル 役
- ワンセグ ランチボックス（2011年7月4日、NHKワンセグ2）
- 心ゆさぶれ!先辈ROCK YOU（2012年4月7日 - 、日本テレビ）
- 面包之旅。（2016年3月 - 、NHK BS Premium） - 不定期播出[15]

### 教育类节目
- ドレミノテレビ（2003年7月12日 - 2006年3月15日、NHK教育） - はるはる 役

### 舞台剧
- 「花咲く港」（2005年3月14日 - 31日、新国立剧场小剧场） - 里枝（知恵遅れの少女） 役
- 「锦鲤」（2006年11月14日 - 23日、天王洲银河剧场） - 安那 役
- 「もしもキミが。」 - 冬本麻树 役[16]
  - 2009年4月17日 - 25日、TOKYO FMホール）
  - （2010年2月5日 - 10日、原宿クエストホール）
  - （2011年4月22日 - 5月4日、俳优座剧场）
- 《我脑中消失的橡皮擦：第二封信》（2010年9月8日 - 19日、天王洲银河剧场） - 瀬田 薫 役[16]
- 「新春 滝沢革命」（2012年1月1日 - 1月29日、帝国剧场）
- 「TEXAS テキサス」（2012年3月17日 - 4月18日、渋谷パルコ剧场 / 地方） - 伶菜 役
- 「小野寺の弟・小野寺の姉」（2013年7月12日 - 8月11日公演予定、东京 / 大阪） - 市川民江 役[17]
- 「奇跡の人」（2014年10月9日-21日，東京・天王洲 銀河劇場、大阪・梅田芸術劇場） - 飾演 安·沙利文

### 广告
- コカ・コーラ（2005年3月1日 - ）
- ソフトバンクモバイル 「白戸家」（2009年3月28日 - ）
- ダイワハウス D-Room（2010年4月3日 - ）
- ベルコ 企业（2012年3月1日 - ）
- NHN Japan LINE 「人は、つながって、生きている。」（2013年1月 - ） - ハルカ 役[18]

### 网络剧
- 横浜エイティーズ（2004年10月7日 - 全51话、EZチャンネル） - 仙道留美 役
- 湘南☆夏恋物语（2011年8月1日 - 全12话、BeeTV） - 川岛渚 役
- 午前3时の无法地帯（2013年3月20日 - 全12话、BeeTV） - 远藤 役
- 100KAIDAN その参拾七 「结婚占い」（2013年2月23日、YouTube）[19]
- 來自星星的你 日本版（2022年2月23日播出、全10集、Amazon Original） - 飾演 坂東麗子[20]

### 广播剧
- 贯地谷しほりのラジオ剧団『小さな奇迹』 「同窓会」（2010年2月20日、TOKYO FM） - 斉藤多香子 役
- LOVE=Platinum 恋爱パズル piece.1 - 3（2010年7月5日 - 7月19日、TOKYO FM） - かなえ（娘） / 凉子（かなえの母亲） 役
- FMシアター 「かわり目〜父と娘の15年〜」（2010年1月16日、NHK-FM） - 长山晴美 役
- 东京海上日动 presents 「Humanglobe Traveler」（2010年10月4日 - 、TOKYO FM） - 植原泉 役

### PV
- BREAKERZ 「春恋歌」（2010年4月7日）[21]
- RAM WIRE「歩み」（2011年9月21日）

### DVD
- テレ朝エンジェルアイ ワクワク・ドキドキ宣言!木南晴夏（2002年8月7日発売、エイベックス・マーケティング）（朝日电视台天使之眼 扑通扑通七上八下宣言! 木南晴夏 2002年8月7日发卖，艾回唱片）
- テレ朝エンジェルアイ 南の岛で大运动会（2002年10月2日発売、エイベックス・マーケティング）（朝日电视台天使之眼 南岛大运动会 2002年10月2日发卖，艾回唱片）

### CD唱片
- ホリプロ45周年记念日本昔ばなし〜フェアリー・ストーリーズ〜第9巻 Vol.3 「くらげのおつかい」（2005年12月21日発売、日本コロムビア）（horipro 45周年纪念作品“日本旧话fairy stories第九卷vol。3 「水母使者」”2005年12月21日发卖，日本コロムビア株式会社）

## 獎項
- 第5回CONFiDENCE日劇大獎[22]
  - 助演女優賞（『愛上副社長』）
- 第118回日劇學院賞
  - 主演女優賞（『SEXY田中小姐』）